# Station Chappel and Wakes Colne
Chappel and Wakes Colne is een spoorwegstation van National Rail in Wakes Colne, Colchester in Engeland. Het station is eigendom van Network Rail en wordt beheerd door Greater Anglia. Een deel van de gebouwen wordt gebruikt door het East Anglian Railway Museum.

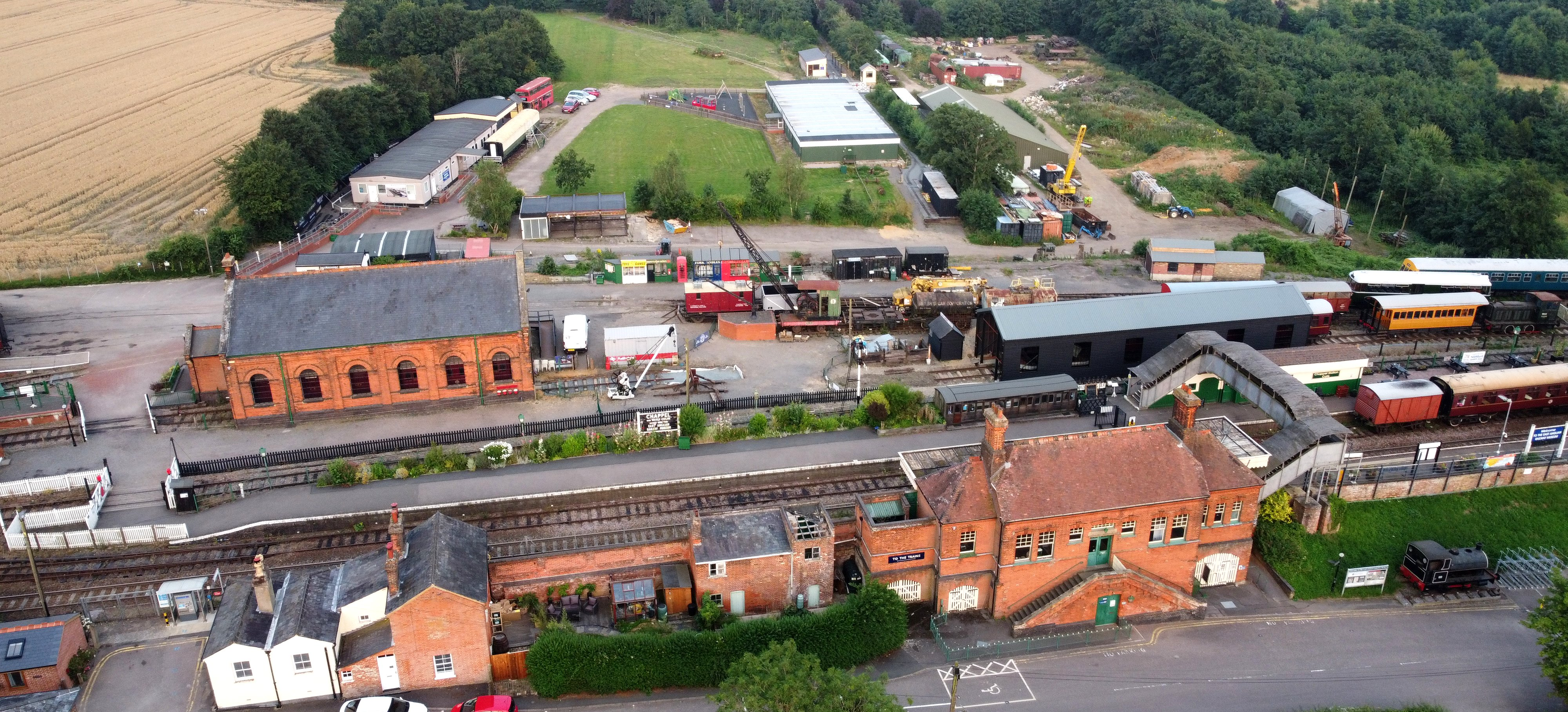
Overzicht, 2021